# Nowotwory szczęki
Nowotwory szczęki – nowotwory wychodzące z zatok przynosowych (szczękowej, klinowej, sitowej) oraz kości szczękowej. Obszar ten nazywamy "masywem szczękositowym" i dzielimy go na tzw. suprastrukturę, mezostrukturę i infrastrukturę. Nowotwory występujące w tej okolicy są rzadkie i stanowią 0,5-1% wszystkich nowotworów złośliwych. Najczęściej rozwija się rak płaskonabłonkowy (85-90% przypadków) z błony śluzowej zatok. Rzadziej spotykany jest rak gruczołowy i oblak (cutaneous carcinoma - gruczolakorak oblakowaty). Szkliwiak (adamantinoma) spotykany jest częściej w żuchwie. Nowotwory z tkanki łącznej: mięsaki kostne (osteosarcoma), włókniakomięsaki (fibrosarcoma) i chrzęstniakomięsaki (chondrosarcoma) występują rzadko, przebiegają niezwykle złośliwie, a wyleczenie ich zdarza się tylko wyjątkowo. Z innych mięsaków należy wymienić mięsaki limfatyczne (lymphosarcoma). Łagodne nowotwory spotykane w tej okolicy to różnorodne torbiele (zębopochodne), dysplazja kości i włókniak kostny. Jest zaliczany do grupy nowotworów głowy i szyi.

## Rak szczęki (rak masywu szczękowo-sitowego)
Rak szczęki rozwija się w zamkniętej puszce kostnej, co utrudnia wczesne rozpoznanie. 
Rozpoznanie ustalane jest najczęściej późno, na podstawie następujących objawów:
- zniekształcenia kostne (twarz, podniebienie, dziąsło),
- zaburzenia oczne (wypchnięcie, ograniczenie ruchomości gałki ocznej),
- zmniejszenie drożności przewodu nosowego,
- objawy neurologiczne (bóle, parestezja).

Rak szczęki występuje najczęściej w zatoce szczękowej, komórkach sitowych, rzadziej w zatoce czołowej i bardzo rzadko w zatoce klinowej. Według podziału Baclese'a rozróżniamy guzy suprastruktury – zajmujące strop zatoki i naciekające oczodół; guzy infrastruktury – zajmujące dno zatoki i naciekające podniebienie; najrzadziej spotykane są guzy mezostruktury. Podział ten jest prosty i ma praktyczne zastosowanie w leczeniu.

## Przebieg choroby
Przebieg raka szczęki jest powolny, a przerzuty występują późno. Zdarza się to w 10-15% przypadków. U 60% zmarłych na raka szczęki nie stwierdza się w czasie autopsji przerzutów. Chorzy umierają z powodu miejscowego rozwoju guza, zanim powstaną przerzuty. Doszczętność miejscowego leczenia ma więc decydujące znaczenie dla rokowania. Przerzuty mogą się szerzyć do węzłów szyi, czasem jednak zajęte są węzły głębokie szyi. 
Podział kliniczny raka szczęki opiera się na cechach zaawansowania procesu nowotworowego:
- stopień I – nowotwór nie przekracza ścian zatoki,
- stopień II – przejście poza ściany zatoki, nowotwór nie przekracza linii środkowej,
- stopień III – przekracza linię środkową, nacieka sąsiednie okolice (podstawa czaszki, komórki sitowe, oczodół, dół skrzydłowopodniebny),
- stopień IV – rozległe naciekanie sąsiednich okolic - odległe przerzuty.

Podział ten jest o tyle mało praktyczny, że ścisłe określenie stopnia jest trudne, a prawie zawsze mamy do czynienia z przypadkami zaawansowanymi. W rozpoznawaniu opieramy się na badaniu histopatologicznym tkanki guza uzyskanej przez punkcję zatoki, wycinek z owrzodzenia lub po operacji rozpoznawczej (otwarcie zatoki).
Dążąc do najbardziej precyzyjnego określenia rozległości choroby, konieczne jest badanie laryngologiczne (jamy nosowo-gardłowej) oraz badanie radiologiczne. Badanie radiologiczne składa się z oceny zdjęcia P.A. i bocznego zatok, zdjęcia osiowego oraz badania tomograficznego. W ten sposób można określić czy nowotwór nacieka dno oczodołu, niszczy ścianę tylną zatoki i zajmuje dół skrzydłowopodniebny, niszcząc skrzydła kości klinowej, czy nie nacieka przedniego dołu czaszkowego.

## Leczenie
Zasadą jest maksymalnie doszczętny, rozległy zabieg chirurgiczny. Najczęściej ze względu na zaawansowanie nowotworu, radykalizm operacji nie jest wystarczający. Konieczne jest więc stosowanie uzupełniającego leczenia pooperacyjnego promieniami jonizującymi z pól zewnętrznych lub śródtkankowo. W ten sposób można osiągnąć najwyższy odsetek wyleczeń. Za takim postępowanie przemawiają następujące argumenty:
- usunięcie masy guza i dokładniejsze zlokalizowanie nowotworu,
- lepsze gojenie się ran,
- możliwość pooperacyjnego stosowania różnych sposobów leczenia promieniami już w ok. 14 dni po operacji,
- możliwość przeprowadzenia operacji wytwórczych.

Współczesną tendencją jest tzw. resekcja ostra szczęki w odróżnieniu od elektrochirurgicznej techniki podanej przez Ohngrena. Przy stosowaniu leczenia chirurgicznego i telegammaterapii można uzyskać w 30-40% przypadków 5-letnie przeżycie. Jeżeli zajęta jest tylko zatoka szczękowa, odsetek przeżyć 5-letnich wynosi 50-60%, jeżeli komórki sitowe - 30%, a jeżeli oczodół - 20-25%.

Przeczytaj ostrzeżenie dotyczące informacji medycznych i pokrewnych zamieszczonych w Wikipedii.